# Bayerischer Toto-Pokal 2018/19
Der Bayerische Toto-Pokal 2018/19 des Bayerischen Fußball-Verbandes ist die 10. Saison seit der Pokalreform 2009/10. Das Turnier begann am 7. August 2018 mit 20 gleichzeitig stattfindenden Partien, das Finale soll am 25. Mai 2019 stattfinden. Der Sieger qualifiziert sich für die 1. Hauptrunde des DFB-Pokals 2019/20.

## Teilnehmende Mannschaften
Insgesamt nahmen 64 Mannschaften an der 1. Hauptrunde des Pokals teil:
- 24 Kreispokalsieger (2017/18):
  - Oberbayern: SV Dornach, NK Croatia Großmehring, FC Emmering, VfL Waldkraiburg
  - Niederbayern: FC Ergolding, TSV Pilsting, TSV Regen, 1. FC Passau
  - Schwaben: FC Kempten, VfR Neuburg/Donau, SpVgg Deiningen
  - Oberpfalz: SV Burgweinting, SV Sorghof, SV Schwarzhofen
  - Oberfranken: FC Eintracht Bamberg, FC Coburg, Kickers Selb
  - Mittelfranken: SV Arberg, DJK Dollnstein, SK Lauf
  - Unterfranken: TSV Uettingen, DJK Oberschwarzach, DJK Hain, 1. FC 1906 Bad Kissingen
- 2 Drittligisten (2017/18):
  - Würzburger Kickers, SpVgg Unterhaching
- 14 Regionalligisten (2017/18):
  - FV Illertissen, TSV Buchbach, 1. FC Schweinfurt 05, FC Memmingen, SpVgg Bayreuth, SV Schalding-Heining, Wacker Burghausen, TSV 1860 Rosenheim, VfR Garching, SV Seligenporten, TSV 1860 München, FC Pipinsried, FC Unterföhring, VfB Eichstätt
- 2 Aufsteiger aus der Bayernliga (2017/18):
  - SV Viktoria Aschaffenburg, SV Heimstetten
- 2 Relegationsteilnehmer (2017/18):
  - TSV 1896 Rain, TSV Aubstadt
- 20 Qualifikanten aus der Verbandsebene:
  - Bayernliga 2018/19: 1. FC Sand, TSV Großbardorf, TSV Schwabmünchen, SV Türkgücü-Ataspor München, ATSV Erlangen, Würzburger FV, SpVgg Bayern Hof, DJK Vilzing, SC Eltersdorf, SpVgg Ansbach
  - Landesliga 2018/19: ASV Dachau, SC Ichenhausen, ASV Cham, FC Gundelfingen, TSV Bogen, FC Töging, SV Mering, SpVgg Landshut, SV Erlbach, 1. SC Feucht

## 1. Hauptrunde
Die Partien der 1. Hauptrunde wurden vom 7.–8. und vom 14.–15. August 2018 ausgetragen.
| Datum                 |                             | Ergebnis |                           |
| --------------------- | --------------------------- | -------- | ------------------------- |
| 07.08.2018, 18:30 Uhr | TSV Uettingen               | 0:4      | TSV Großbardorf           |
| 07.08.2018, 18:30 Uhr | DJK Oberschwarzach          | 1:3      | 1. FC Schweinfurt 05      |
| 07.08.2018, 18:30 Uhr | FC Eintracht Bamberg        | 0:4      | SC Eltersdorf             |
| 07.08.2018, 18:30 Uhr | FC Coburg                   | 0:2      | SpVgg Bayreuth            |
| 07.08.2018, 18:30 Uhr | SK Lauf                     | 3:1      | 1. SC Feucht              |
| 07.08.2018, 18:30 Uhr | SV Schwarzhofen             | 0:3      | SV Schalding-Heining      |
| 07.08.2018, 18:30 Uhr | NK Croatia Großmehring      | 10:2 1   | VfR Garching              |
| 07.08.2018, 18:30 Uhr | FC Ergolding                | 3:1      | SpVgg Landshut            |
| 07.08.2018, 18:30 Uhr | VfL Waldkraiburg            | 0:7      | TSV Buchbach              |
| 07.08.2018, 18:30 Uhr | TSV Aubstadt                | 3:1      | SpVgg Ansbach             |
| 07.08.2018, 18:30 Uhr | SV Sorghof                  | 0:9      | SV Seligenporten          |
| 07.08.2018, 18:30 Uhr | 1. FC Sand                  | 0:1      | ATSV Erlangen             |
| 07.08.2018, 18:30 Uhr | SV Erlbach                  | 2:1      | FC Töging                 |
| 07.08.2018, 18:30 Uhr | DJK Dollnstein              | 00:11    | VfB Eichstätt             |
| 07.08.2018, 18:30 Uhr | SpVgg Deiningen             | 1:3      | TSV 1896 Rain             |
| 07.08.2018, 18:30 Uhr | ASV Dachau                  | 0:4      | FC Pipinsried             |
| 07.08.2018, 18:30 Uhr | SV Türkgücü-Ataspor München | 2:1      | TSV 1860 Rosenheim        |
| 07.08.2018, 18:45 Uhr | TSV Pilsting                | 1:6      | ASV Cham                  |
| 07.08.2018, 19:00 Uhr | DJK Hain                    | 3:5      | SV Viktoria Aschaffenburg |
| 07.08.2018, 19:00 Uhr | TSV Regen                   | 0:2      | DJK Vilzing               |
| 08.08.2018, 18:30 Uhr | SV Arberg                   | 1:4      | Würzburger FV             |
| 08.08.2018, 18:30 Uhr | Kickers Selb                | 1:3      | SpVgg Bayern Hof          |
| 08.08.2018, 18:30 Uhr | VfR Neuburg/Donau           | 0:1      | FC Gundelfingen           |
| 08.08.2018, 18:30 Uhr | SC Ichenhausen              | 2:1      | SV Mering                 |
| 08.08.2018, 18:30 Uhr | SV Burgweinting             | 0:4      | Wacker Burghausen         |
| 08.08.2018, 18:45 Uhr | 1. FC Passau                | 5:6      | TSV Bogen                 |
| 08.08.2018, 19:00 Uhr | FC Unterföhring             | 5:4      | SV Heimstetten            |
| 14.08.2018, 18:30 Uhr | TSV Schwabmünchen           | 0:1      | FV Illertissen            |
| 15.08.2018, 12:00 Uhr | FC Kempten                  | 1:3      | FC Memmingen              |
| 15.08.2018, 16:00 Uhr | FC Emmering                 | 01:13    | SpVgg Unterhaching        |
| 15.08.2018, 18:00 Uhr | 1. FC 1906 Bad Kissingen    | 1:9      | Würzburger Kickers        |
| 15.08.2018, 18:30 Uhr | SV Dornach                  | 1:5      | TSV 1860 München          |

## 2. Hauptrunde
Die Spiele der 2. Hauptrunde fanden am 21. und 22. August 2018 statt.
| Datum                 |                             | Ergebnis        |                           |
| --------------------- | --------------------------- | --------------- | ------------------------- |
| 21.08.2018, 18:00 Uhr | SV Erlbach                  | 0:4             | Wacker Burghausen         |
| 21.08.2018, 18:15 Uhr | TSV Aubstadt                | 2:5             | 1. FC Schweinfurt 05      |
| 21.08.2018, 18:15 Uhr | Würzburger FV               | 0:4             | Würzburger Kickers        |
| 21.08.2018, 18:15 Uhr | SpVgg Bayern Hof            | 5:4             | SpVgg Bayreuth            |
| 21.08.2018, 18:15 Uhr | DJK Vilzing                 | 1:3             | SV Schalding-Heining      |
| 21.08.2018, 18:15 Uhr | SC Ichenhausen              | 2:2 (3:4 i. E.) | FC Memmingen              |
| 21.08.2018, 18:15 Uhr | TSV 1896 Rain               | 0:0 (5:4 i. E.) | VfB Eichstätt             |
| 21.08.2018, 18:15 Uhr | FC Ergolding                | 1:7             | TSV 1860 München          |
| 21.08.2018, 18:15 Uhr | VfR Garching                | 0:5             | SpVgg Unterhaching        |
| 21.08.2018, 18:15 Uhr | FC Gundelfingen             | 0:4             | FV Illertissen            |
| 21.08.2018, 18:45 Uhr | TSV Bogen                   | 1:4             | ASV Cham                  |
| 21.08.2018, 19:30 Uhr | FC Unterföhring             | 0:5             | FC Pipinsried             |
| 22.08.2018, 18:00 Uhr | SV Türkgücü-Ataspor München | 0:1             | TSV Buchbach              |
| 22.08.2018, 18:15 Uhr | TSV Großbardorf             | 1:1 (4:5 i. E.) | SV Viktoria Aschaffenburg |
| 22.08.2018, 18:30 Uhr | SK Lauf                     | 1:5             | SV Seligenporten          |
| 22.08.2018, 19:00 Uhr | SC Eltersdorf               | 0:1             | ATSV Erlangen             |

## Achtelfinale
Die Spiele des Achtelfinales fanden am 4. und 5. sowie am 12. September 2018 statt.
| Datum                 |                      | Ergebnis        |                           |
| --------------------- | -------------------- | --------------- | ------------------------- |
| 04.09.2018, 17:45 Uhr | ASV Cham             | 0:3             | ATSV Erlangen             |
| 04.09.2018, 17:45 Uhr | FC Pipinsried        | 0:1             | FV Illertissen            |
| 04.09.2018, 18:30 Uhr | TSV Buchbach         | 4:0             | SV Schalding-Heining      |
| 04.09.2018, 19:00 Uhr | Wacker Burghausen    | 0:0 (6:7 i. E.) | SpVgg Unterhaching        |
| 04.09.2018, 19:00 Uhr | FC Memmingen         | 0:1             | TSV 1860 München          |
| 05.09.2018, 17:45 Uhr | SpVgg Bayern Hof     | 0:3             | SV Viktoria Aschaffenburg |
| 05.09.2018, 19:00 Uhr | SV Seligenporten     | 3:2             | TSV 1896 Rain             |
| 12.09.2018, 19:00 Uhr | 1. FC Schweinfurt 05 | 10:2 1          | Würzburger Kickers        |

## Viertelfinale
Die Spiele des Viertelfinales fanden am 3., 10. und 16. Oktober 2018 statt.
| Datum                 |                  | Ergebnis        |                        |
| --------------------- | ---------------- | --------------- | ---------------------- |
| 03.10.2018, 15:00 Uhr | SV Seligenporten | 1:1 (4:5 i. E.) | Viktoria Aschaffenburg |
| 10.10.2018, 16:30 Uhr | ATSV Erlangen    | 0:2             | SpVgg Unterhaching     |
| 10.10.2018, 19:30 Uhr | TSV Buchbach     | 0:2             | TSV 1860 München       |
| 16.10.2018, 18:00 Uhr | FV Illertissen   | 1:1 (7:8 i. E.) | Würzburger Kickers     |

## Halbfinale
Die Spiele des Halbfinales fanden am 9. und 30. April 2019 statt und wurden live auf Sport1 übertragen.
| Datum                 |                        | Ergebnis |                    |
| --------------------- | ---------------------- | -------- | ------------------ |
| 09.04.2019, 18:30 Uhr | SpVgg Unterhaching     | 0:3      | Würzburger Kickers |
| 30.04.2019, 18:00 Uhr | Viktoria Aschaffenburg | 3:2      | TSV 1860 München   |

## Finale
| Viktoria Aschaffenburg                                | Viktoria Aschaffenburg | Würzburger Kickers | Würzburger Kickers |
| ----------------------------------------------------- | --- | --- | ------------------ |
| Viktoria Aschaffenburg                                | \| 25. Mai 2019 in Aschaffenburg (Stadion am Schönbusch) \| \| Ergebnis: 0:3 (0:1) \| \| Zuschauer: 6.033 \| \| Schiedsrichter: Andi Fries \| | \| 25. Mai 2019 in Aschaffenburg (Stadion am Schönbusch) \| \| Ergebnis: 0:3 (0:1) \| \| Zuschauer: 6.033 \| \| Schiedsrichter: Andi Fries \|                                                                          | Würzburger Kickers |
| Viktoria Aschaffenburg                                | Kevin Birk – Luca Dähn, Uğurtan Kızılyar, Daniel Cheron, Simon Schmidt , Hamza Boutakhrit – Silas Zehnder (60. Philipp Beinenz), Max Grünewald (80. Pasqual Verkamp), Clay Verkaj, Björn Schnitzer – Lucas Oppermann (74. Michél Harrer) Cheftrainer: Jochen Seitz | Eric Verstappen – Peter Kurzweg, Sebastian Schuppan , Janik Bachmann – Fabio Kaufmann, Simon Skarlatidis, Daniel Hägele, Patrick Göbel, Patrick Sontheimer – Orhan Ademi, Dominic Baumann Cheftrainer: Michael Schiele | Würzburger Kickers |
| Viktoria Aschaffenburg                                | 0:1 Hägele (22.) 0:2 Göbel (65.) 0:3 Ademi (90.+1') | | Würzburger Kickers |
| Viktoria Aschaffenburg                                | Kizilyar (40.), Schmidt (82.) | Sontheimer (44.) | Würzburger Kickers |
| 25. Mai 2019 in Aschaffenburg (Stadion am Schönbusch) | | |                    |
| Ergebnis: 0:3 (0:1)                                   | | |                    |
| Zuschauer: 6.033                                      | | |                    |
| Schiedsrichter: Andi Fries                            | | |                    |